# Emma Marcegaglia
Emma Marcegaglia (Mantova, 24 dicembre 1965) è un'imprenditrice italiana.
Ha ricoperto il ruolo di presidente di Confindustria dal 2008 al 2012 e presidente della Libera università internazionale degli studi sociali Guido Carli (Luiss) dal 2010 al 2019. Dall'8 maggio 2014 al 2020 è stata presidente dell'Eni.

## Biografia
Secondogenita di Palmira Bazzani e Steno Marcegaglia, fondatore della società Marcegaglia SPA, azienda attiva nella lavorazione dell'acciaio, dopo la maturità scientifica al liceo Belfiore di Mantova si è laureata con lode in Economia Aziendale all'Università commerciale Luigi Bocconi nel 1989. Durante gli anni universitari trascorre un periodo di otto mesi negli Stati Uniti, dove frequenta il secondo anno dell'MBA presso la New York University, senza tuttavia conseguirlo. Nel 2001 sposa Roberto Vancini, ingegnere elettronico, e nel 2003 ha una figlia, Gaia.

### Impegni e cariche

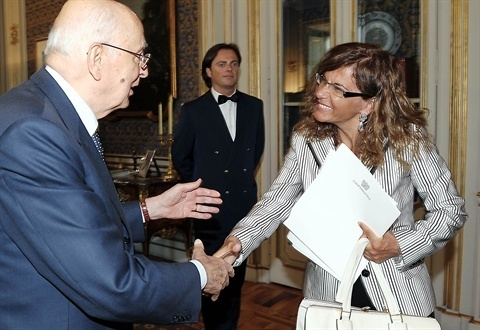
Emma Marcegaglia ricevuta al Quirinale da Giorgio Napolitano, 29 luglio 2009

- Nell'azienda di famiglia ricopre la carica di consigliere e amministratore delegato[1] insieme con il fratello Antonio. Nel gennaio 1990 comincia a occuparsi della rivalutazione della Albarella S.p.A, società turistica acquisita due anni prima dal gruppo Marcegaglia.[2]
- è presidente della Fondazione Areté Onlus[3], che sostiene le attività dell'Università Vita-Salute San Raffaele.
- molto attiva in Confindustria:
  - Vicepresidente con delega per l'Europa.
  - dal 1996 al 2000 è stata presidente dei Giovani Imprenditori di Confindustria.
  - dal 2000 al 2002 è stata Vicepresidente di Confindustria sotto la presidenza di Antonio D'Amato. Si dimise per divergenze politiche.
  - dal 2004 è Vicepresidente, sotto la presidenza di Luca Cordero di Montezemolo, con deleghe all'energia e al coordinamento delle politiche industriali e ambientali.
  - Nel 2006 ha fondato insieme a Marina Salamon la società Arendi, che si occupa di produrre impianti fotovoltaici.
  - Il 13 marzo 2008 è stata eletta alla presidenza di Confindustria per il quadriennio 2008-2012, prima donna e anche persona più giovane a ricoprire tale carica.
- Il 16 luglio 2010 è stata eletta alla presidenza dell'università Luiss per il triennio 2010-2013, e confermata successivamente anche per il triennio 2013-2016.[4]
- L'11 aprile 2013 viene nominata presidente di BusinessEurope, associazione che rappresenta le Confindustrie europee. L'incarico biennale, rinnovabile una sola volta, decorre dal 1º luglio.[5] È la prima donna a ricoprire l'incarico, e il primo italiano dai tempi di Guido Carli.[6]
- È stata presidente dello YES (Young Entrepreneurs for Europe[7]).
- Il 14 aprile 2014 viene nominata dal Governo Renzi presidente di Eni.
- Il 6 maggio 2015 riceve il Premio Guido Carli nella sala della Regina a Montecitorio da parte della giuria composta da Gianni Letta, Debora Paglieri, Barbara Palombelli, Vittorio Feltri, Mario Orfeo, Roberto Rocchi, Franco Bernabè, Antonio Patuelli, Matteo Marzotto, Giovanni Malagò e Guido Massimo Dell’Omo.[8]

## Controversie
Alcuni organi di stampa hanno fatto notare come l'azienda di famiglia Marcegaglia SpA utilizzi procedure di ottimizzazione fiscale grazie a holding in Irlanda e in Lussemburgo. Emma Marcegaglia ha dichiarato a più riprese nel 2009 che lo scudo fiscale è un "male necessario". Successivamente, nell'ambito dell'inchiesta per falso in bilancio relativa alla sua azienda, la parte dell'inchiesta riguardante l'evasione fiscale viene archiviata perché i capitali oggetto dell'inchiesta sono stati scudati. A ottobre 2011 ha dichiarato che lo scudo fiscale "non è la scelta giusta in quanto premia i furbi".
Nell'affare Alitalia-CAI dopo l'intenzione iniziale, seguita dalla dichiarazione di essere definitivamente uscita dalla cordata, rimane ancora in possesso della sua quota azionaria. Alcuni osservatori come ad esempio Carlo De Benedetti sostengono che la Marcegaglia abbia cominciato tardivamente a fare opposizione al governo Berlusconi avendo fatto affari con quel governo. "È noto, e credo che sia un'operazione del tutto corretta, che la Marcegaglia ha affittato a un prezzo considerato da tutti risibile le attrezzature buttate via per il vertice del G8 della Maddalena del 2009 e questa è stata una decisione del governo Berlusconi".